# Marzouq Al-Muwallad
Marzouq Al-Muwallad (in arabo مرزوق المولد‎?; Medina, 6 agosto 1992) è un cestista saudita professionista nella Saudi Basketball League con l'Al-Ahli Gedda.

## Carriera
Con la nazionale saudita è stato il primo della squadra per assist e palle rubate ai campionati asiatici FIBA del 2013.